# Gabriella Tarantello

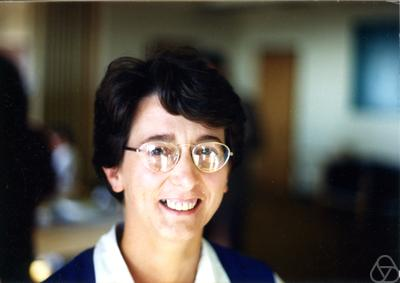
Gabriella Tarantello, 1987

 Gabriella Tarantello  (* 15. Oktober 1958 in Pratola Peligna, Italien) ist eine italienische Mathematikerin und Hochschullehrerin. Sie ist Professorin für Mathematik an der Universität Tor Vergata in Rom.

## Leben und Werk
Tarantello studierte von 1978 bis 1982 an der Universität L’Aquila, wo sie einen Bachelor-Abschluss erwarb. Anschließend forschte sie bis 1986 am Courant Institute of Mathematical Sciences an der New York University und erhielt dort 1984 den Master of Art and Sciences in Mathematics. Sie promovierte 1986 dort bei Louis Nirenberg mit der Dissertation: Some Results on the Miminal Period Problem for Nonlinear Vibrating Strings and Hamiltonian Systems; and on the Number of Solutions for Semilinear Elliptic Equations.
Bis Juli 1987 forschte sie als Postdoktorandin am Institute for Advanced Study Princeton (New Jersey), dann von August 1987 bis Juli 1989 als Gast-Assistenzprofessorin an der University of California, Berkeley. Danach war sie bis 1992 Assistenzprofessorin an der Carnegie Mellon University in Pittsburgh. Als Associate Professorin kehrte sie 1993 an die Universität Tor Vergata zurück. Für ein Jahr forschte sie dann bis Oktober 1995 als ordentliche Professorin an der Università degli Studi della Basilicata  in Potenza. Anschließend wurde sie ordentliche Professorin an der Universität Tor Vergata.
Als Gastwissenschaftlerin forschte sie an verschiedenen Forschungsinstituten für Mathematik, so an der ETH Zürich, der Université catholique de Louvain, dem Tata Institute of Fundamental Research in Indien, dem Fields Institute in Toronto, der McMaster University in Kanada, am Max-Planck-Institut in Leipzig und in Bonn, an der Chinesischen Universität Hongkong und vielen weiteren.
Sie forscht in den Bereichen Nichtlineare Partielle Differentialgleichungen, Differentialgeometrie, Mathematische Physik, Variationsrechnung und Eichtheorie.

## Auszeichnungen
- 2014:  Lucio & Wanda Amerio Gold Medal Prize des Istituto Lombardo Accademia di Scienze e Lettere[1]
- 2020: Mitglied der Academia Europaea[2]
- 2025: Mathematik-Preis der Accademia dei XL

## Veröffentlichungen (Auswahl)
- On the number of solutions for the forced Pendulum Equations. J. Diff. Eqq n.1 80, 1989, S. 79–93.
- Remarks on forced equations of the double pendulum-type. Trans. A.M.S. n.1, 326, 1991, S. 441–452.
- Multiple forced oscillations for the N-pendulum equation. Comm. Math. Physics n.3, 132, 1990, S. 499–517.
- Solution d'equations elliptiques avec exposant critique qui changent de signe. C. R. Acad. Sci. Paris series I. n.7, 1991, S.  441–445.
- Nodal solutions of semilinear elliptic equations with   critical exponent. Differential and Integral Equations, n.1 5, 1992, S. 25–42.
- A note on a semilinear elliptic equation. Differential and Integral Equations n.3 5, 1992, S. 561–565.
- On nonhomogeneous elliptic equations involving critical exponent. Ann. I.H.P. Analyse Nonlineaire n.3 9, 1992, S. 281–304.
- Analytical Issues in the Construction of Self-dual Chern–Simons Vortices. Milan J. Math. Vol. 84, n. 2, 2016, S. 269–298.